# ثقافة الإنترنت

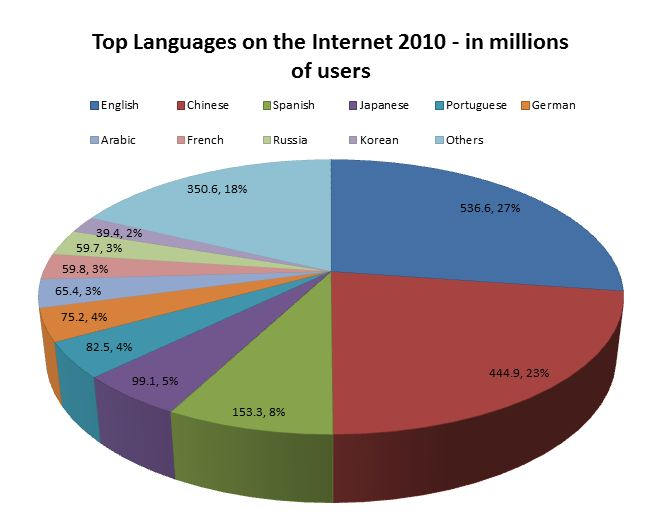
توزيع لغات العالم على مستخدمي الإنترنت في 2010

ثقافة الإنترنت (بالإنجليزية: Cyberculture)‏ هي الثقافة التي ظهرت أو تظهر في عصر المعلومات، نتيجة لاستخدام شبكات الحاسوب بغرض الاتصال، والترفيه، والأعمال
.
وهي أيضاً دراسة الظواهر الاجتماعية المتعلقة بالإنترنت والصور الجديدة من الاتصال الشبكي مثل مجتمعات وألعاب الإنترنت متعددة اللاعبين واستخدام البريد الإلكتروني.

## نظرة عامة
حيث أنه يصعب تعريف حدود ثقافة الإنترنت بدقة، فإن إطلاق مصطلح ثقافة الإنترنت على بعض الظروف هو أمر محل للجدل. لكنها على الأقل تشير إلى ثقافات مجتمعات الإنترنت، لكن تمتد إلى العديد من المواضيع الثقافية المتعلقة بالإنترنت. مثل سبرانية، والأعضاء المستقبلة أو المتحكمة في جسم الإنسان والمجتمع الإنساني ككل. وقد تشمل أيضاً الحركات الفكرية والثقافية المختلفة مثل سيبربنك. وعادة ما يحتوي ذلك على دراسات للمستقبل.
يذكر قاموس أوكسفورد الإنجليزي أن أول استخدام لمصطلح ثقافة الإنترنت كان في 1963، عندما كتب A.M. Hilton: «في عصر ثقافة الإنترنت، تجر كل المحاريث نفسها، ويطير الدجاج المقلي إلى أطباقنا».
هذا المثال، وكل الأمثلة الأخرى، وحتى عام 1995 تستعمل لتعريف ثقافة الإنترنت على أنها «الأوضاع الاجتماعية التي تجلبها الأتمتة والحوسبة»
.
بينما يوسع قاموس التاريخ الأمريكي (بالإنجليزية: The American Heritage Dictionary)‏ هذا المعنى بتعريف ثقافة الإنترنت على أنها: «الثقافة الناشئة باستخدام الحاسوب في الاتصالات والترفيه والأعمال والتجارة»
.
لكن ما لم يذكره التعريفان هو أن ثقافة الإنترنت هي الثقافة المنتشرة بين مستخدمي شبكات الحاسوب. قد تكون ثقافة الإنترنت على الإنترنت فقط (بالإنجليزية: online)‏، وقد تشمل العوالم الحقيقية والافتراضية معاً. ولذلك يمكن القول أن ثقافة الإنترنت متوطنة في مجتمعات الإنترنت، وليست فقط الثقافة الناتجة عن استخدام الحاسوب. ويمكن تصور ثقافة الإنترنت، كطريقة أخرى، بأنها طريقة وصل إلكترونية بين أشخاص متقاربي الفكر، لكن ربما يكونون متباعدي المسافات (أو معاقين حركياً، ولذلك تصعب حركتهم).
ثقافة الإنترنت هي حركة اجتماعية وثقافية واسعة وثيقة الصلة بعلم المعلومات وتقنية المعلومات وظهورهما وتطورهما وبروزهما اجتماعياً وثقافياً بين الستينات والتسعينات. وتأثرت ثقافة الإنترنت في أصلها بأوائل مستخدمي الإنترنت، وضمت كثيراً المصممين الأساسيين لذلك المشروع. وكانت تقود هؤلاء في تصرفاتهم أخلاقيات قراصنة الحاسوب.

## مظاهر ثقافة الإنترنت
تضم مظاهر ثقافة الإنترنت أشكال التعامل الإنساني المنقولة بشبكات الحاسوب. والتي قد تكون أنشطة، رياضات، ألعاب، أماكن، واستعارات. وتشمل قاعدة عريضة من التطبيقات. تكون هذه التطبيقات مدعومة ببرمجيات مصممة خصيصاً، أو تعمل من خلال بروتوكولات معترف بها عالمياً، ومن أمثلة ذلك:
- المدونات
- الشبكات الاجتماعية
- ألعاب الإنترنت
- الدردشة
- يوزنت
- التجارة الإلكترونية
- مشاركة الملفات الند للند
- العوالم الافتراضية
- الجنس عبر الإنترنت

## صفات ثقافة الإنترنت
ابتداءً، فإن لفظة ثقافة الإنترنت لها المعنى الأصلي للثقافة. أي أنه ليس لها معنى في غير وجود مجتمع.
إن إنسانيات ثقافة الإنترنت هي جانب مهم منها ولا تعكس ثقافة موحدة. وهي ليست ثقافة متآلفة أو غير معتمدة على المكان، ولكنها إمكانيات وتقنيات جديدة استخدمها أناس شتى، في أماكن شتى من العالم. وهي مرنة، وقابلة للهلاك، ويمكن أن تتشكل بتغير القوى الخارجية على مستخدميها. مثل قوانين الحكومات، المعايير الاجتماعية، بنية ثقافة الإنترنت، وقوى السوق التي تشكل الطريقة التي تنمو وتتطور بها ثقافة الإنترنت.
ولذلك، توجد بعض الخصال المشتركة بين ثقافات الإنترنت، من ذلك أن ثقافة الإنترنت:
- مجتمع يعتمد على تكنولوجيا المعلومات والاتصالات
- معتمدة على شاشات الحاسوب
- تعتمد بشدة على فكرة مشاركة المعلومات والخبرات
- تعتمد على القدرة على إدارة الأدوات إلى حد ليس موجوداً في صور الثقافة الأخرى (حتى ثقافة الحرفيين، مثل ثقافة نفخ الزجاج)
- تضاعف عدد الناظرين في مشكلة معينة لحلها، أكثر مما هو ممكن بالوسائل التقليدية في ظل القيود الفيزيائية والجغرافية والزمنية
- هي ثقافة إدراكية واجتماعية، وليست جغرافية[3]
- هي ناتج أناس متشابهين في العقلية بحثوا عن مكان مشترك للتفاعل فيما بينهم
- هي، بالتالي، أكثر هشاشة من الأشكال التقليدية للمجتمعات والثقافات

## المعروف والمجهول
تسمح العديد من مواقع الإنترنت التعليق مجهول الهوية (بالإنجليزية: anonymous)‏، حيث يكون اسم المستخدم الصاحب التعليق هو guest أو "anonymous user" مثلاً. وبهذه الطريقة التي تسمح بالتعليق مجهول الهوية فإن المصداقية المتأثرة هي فقط مصداقية المنتج، الرأي الأصلي، الكود المكتوب، فيديو اليوتيوب، أو المادة التي تم التعليق عليها.

## وصلات خارجية
- (بالإنجليزية) Institute of Network Cultures Blog
- (بالإنجليزية) Defining Cyberculture نسخة محفوظة 25 فبراير 2012 على موقع واي باك مشين.، Jakub Macek نسخة محفوظة 29 يناير 2020 على موقع واي باك مشين.
- (بالإيطالية) Cybercultura.it - مواد كثيرة عن ثقافة الإنترنت